# 최소 저지 농도
미생물학에서 최소 저지 농도(minimum inhibitory concentration, MIC)는 화학 물질, 보통 약물이 세균의 성장을 막는 최저 농도이다. MIC는 미생물과 항생제의 종류나 생체내(in vivo)인 경우 감염된 사람에 따라 달라진다. 단위는 μg/mL나 mg/L로 보통 표시한다.
MIC는 생체외(in vitro)에서 화학 물질 용액을 준비하고 농도를 점차 올려가며, 용액을 배양된 세균 무리와 함께 배양시킨 뒤 한천 희석법이나 액체배지 미량희석법을 통해 결과를 측정한다. 결과는 특정 값을 기준으로 화학 물질에 감수성이 있는 경우와 내성을 가지는 경우 등으로 나눌 수 있다. 이 기준값은 미국의 임상검사표준연구소(CLSI)나 영국항균요법학회(BSAC), 유럽 항생제 감수성 검사 위원회(EUCAST) 등에서 내놓은 가이드라인의 값을 바탕으로 합의되었다. 여러 유럽 국가들 간에는 그 기준값에 차이가 있으며, CLSI와 EUCAST 간에도 마찬가지이다.
MIC는 세균의 눈에 보이는 성장을 막는 최저한의 항생제 농도인 반면, 최저 사멸 농도(MBC)는 항생제가 세균을 죽이는 가장 낮은 농도이다. MIC가 MBC에 가까울수록 물질이 살균능을 가진다고 해석할 수 있다.
세균의 MIC에 대한 약물 라이브러리 조사는 종종 약물 발견의 첫 단계가 된다. 이때 MIC는 새로운 항생제를 임상시험 이전에 평가할 때의 시작 지점이 된다. MIC를 측정하는 목적은 선택한 항생제를 효율적으로 선택하여 치료에 성공할 확률을 높이는 것이다.

## 같이 보기
- 디스크 확산 검사